# Lez Chat
Pour plus de détails, voir Fiche technique et Distribution.
Lez Chat est un court métrage américain réalisé par Tig Notaro et Kyle Dunnigan (en), sorti en 2010.

## Synopsis
Fantasmez-vous à écouter des conversations privées entre des vraies lesbiennes ?  Maintenant vous pouvez en appelant Lez Chat ! Call Now! 555-Lez-Chat.

## Fiche technique
- Titre : Lez Chat
- Réalisation : Tig Notaro, Kyle Dunnigan (en)
- Scénario : Tig Notaro, Kyle Dunnigan
- Producteur :
- Société de production : Funny or Die
- Monteur : Alex Hanawalt
- Musique :
- Maquillage : Kat Bardot
- Pays d'origine :  États-Unis
- Langue : anglais américain
- Genre : Comédie saphique
- Date de sortie :
  -  États-Unis : 9 juillet 2010

## Distribution
- Katherine Moennig : la femme sportive
- Sandra Bernhard : la fan de musique folk
- Lucy Lawless : l'ouvrière du bâtiment
- Clea DuVall : la bibliothécaire
- Kyle Dunnigan : le gars terrifiant
- Nick Kroll : le gars désappointé
- Stef Willen : la ménagère
- Jen Kirkman (en) : la femme de Boston
- Nicole Randall Johnson : la femme désappointée
- Nicol Paone : la joueuse de soccer
- Tig Notaro : l'annonceuse

## Accueil critique
Il s'agit d'une fausse publicité pour un service de téléphone rose avec de vraies lesbiennes, pour le site humoristique Funny or Die.
Il a attiré l'attention pour sa distribution, composée d'actrices ouvertement lesbiennes et d'actrices connues pour leurs rôles de lesbiennes.